# Leila Wandeler
Leila Wandeler (Fribourg, 11 april 2006) is een Zwitsers voetbalspeelster. Ze speelt als aanvaller voor Olympique Lyon in de Division 1.

## Clubcarrière
Wandeler werd geboren in Fribourg als de dochter van een Zwitserse vader en een Senegalese moeder. Ze begon met voetballen in haar geboortestad Fribourg. In juli 2023 stapte Wandeler over naar de jeugdacademie van Olympique Lyon.
Tijdens het seizoen 2023/24 kwam Wandeler uit voor het tweede elftal van Olympique Lyon in de Division 3. Op 5 mei 2024 maakte ze haar profdebuut voor de hoofdmacht van Olympique Lyon in de Division 1 in een wedstrijd tegen En Avant Guingamp. Wandeler maakte haar basisdebuut op 17 mei 2024 in de laatste competitiewedstrijd van het seizoen tegen FC Girondins de Bordeaux.
Op 23 april 2025 maakte Wandeler in een uitwedstrijd tegen FC Nantes haar eerste doelpunt in de Division 1. Ze maakte het tweede doelpunt in de 74ste minuut, nadat Sara Däbritz eerder in de wedstrijd de score had geopend.

## Statistieken
| Seizoen | Club           | Land      | Competitie | Wedstrijden | Doelpunten |
| ------- | -------------- | --------- | ---------- | ----------- | ---------- |
| 2023/24 | Olympique Lyon | Frankrijk | Division 1 | 2           | 0          |
| 2024/25 | Olympique Lyon | Frankrijk | Division 1 | 1           | 1          |
| Totaal  | Totaal         | Totaal    | Totaal     | 3           | 1          |

Laatste update: 29 juni 2025

## Interlandcarrière
Wandeler werd in juni 2024 voor het eerst opgeroepen voor het Zwitserse nationale team. De Zwitserse voetbalbond maakte op 9 juli 2024 bekend dat Wandeler een blessure had opgelopen had en noodgedwongen geen onderdeel meer uitmaakte van de selectie. De volgende dag verliet ze het trainingskamp en werd ze vervanger door Naomi Luyet voor vriendschappelijke wedstrijden tegen Turkije en Azerbeidzjan. Zonder een interland tegen hebben gespeeld, werd Wandeler opgenomen in de definitieve selectie van Zwitserland voor op het EK 2025 in eigen land. In de uitzwaaiwedstrijd voorafgaande aan het eindtoernooi maakte ze haar debuut tegen Tsjechië. In deze wedstrijd gaf ze de assist op de 4-1 van Svenja Fölmli.